# Universal Orlando Resort

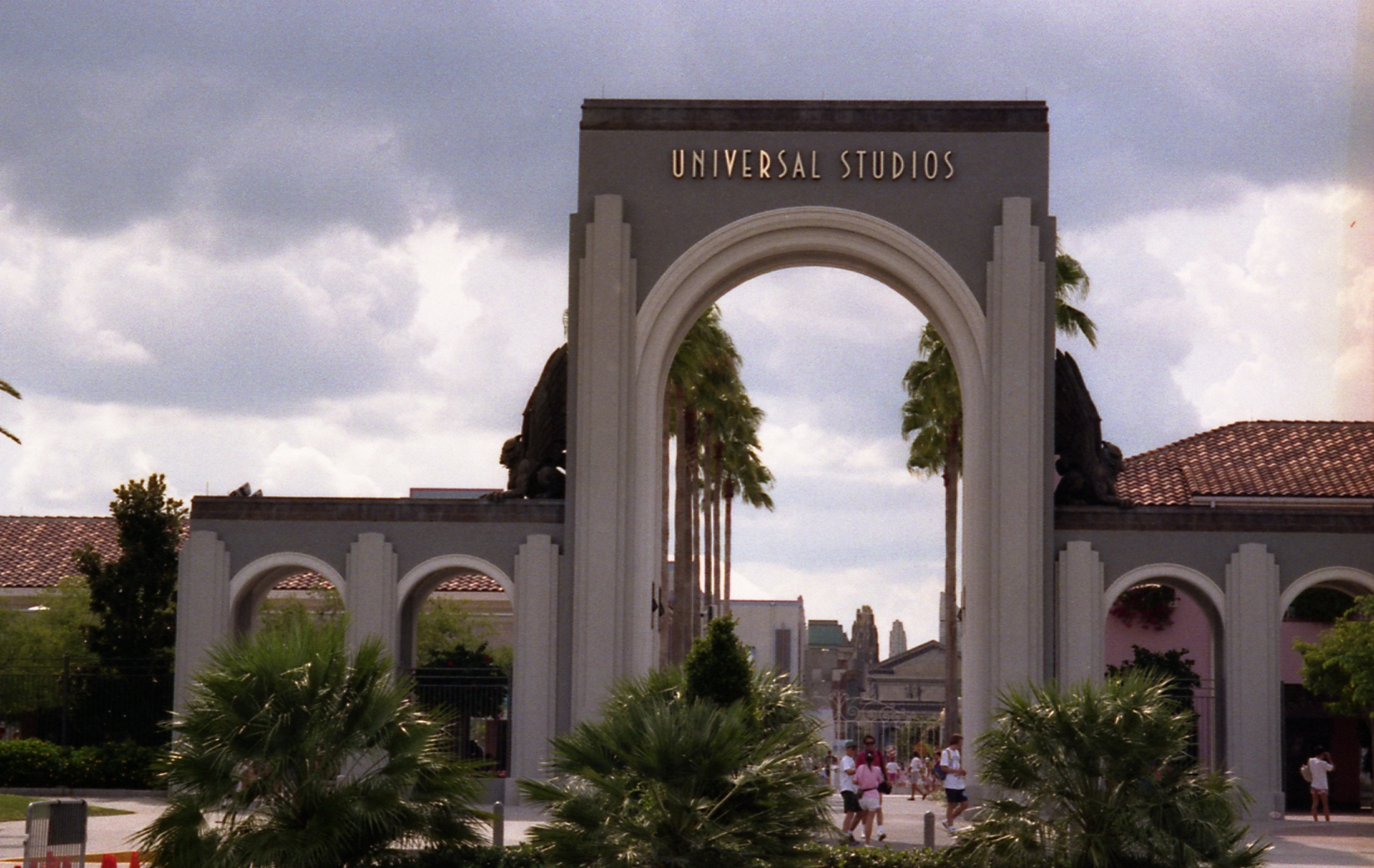
Entrada Antiga do Universal Studios.

O Universal Orlando Resort é um grande complexo de parques temáticos e resorts que pertence a NBC Universal e Blackstone Group, localizado na cidade de Orlando, Florida. É formado por três parques principais: o Universal Studios Florida, Islands of Adventure e o parque aquático Volcano Bay. Também abriga um espaço de restaurantes, várias lojas, um local de diversão noturna (o CityWalk) e sete hotéis. É o maior parque temático mantido pela Universal Studios Theme Parks e o segundo maior da Flórida e do país, sendo superado somente pelo Walt Disney World Resort. 

## História
O primeiro parque (o Universal Studios Florida), foi inaugurado em 1990, sendo o segundo parque (o Islands of Adventure e o City Walk) e os três hotéis inaugurados em 1999. O que era um só parque de diversões, passou a ser um resort turístico maior que o parque da mesma empresa, o Universal Studios Hollywood na Califórnia, tornando-se logo mais popular, recebendo milhares de visitantes todos os dias. O Universal Orlando Resort é também um dos concorrentes do grande complexo Walt Disney World. O Universal Orlando Resort está localizado a norte da International Drive, e a sul Interestadual 4. O resort é acessível através das saídas da Interestadual 4, e pela Universal Blvd. e Hollywood Way.

## O Universal Resort

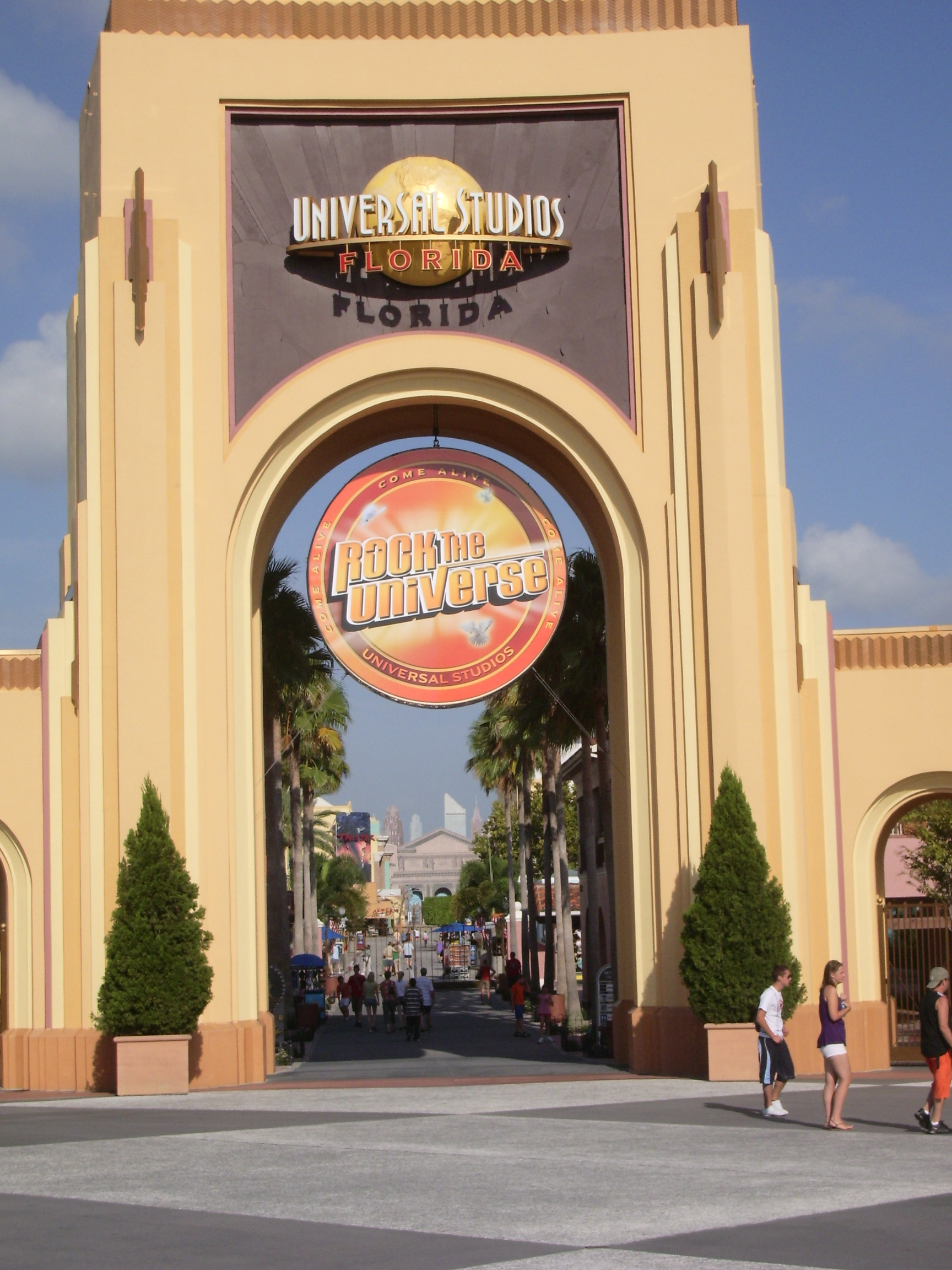
Entrada do Parque de atrações Universal Studios Florida

### Universal CityWalk
É um complexo de lazer, onde existem vários restaurantes conhecidos, como o Hard Rock Café, o NBA City, o Nascar Café, entre outros, vários clubes nocturnos e discotecas, lojas do parque e um cinema com vinte salas, o AMC Universal Cineplex.

### Universal Studios
O Universal Studios Florida abriu em 7 de Junho de 1990, e conhecido por deixar os visitantes "andarem nos filmes". O tema do parque é fazer com que os visitantes se sintam dentro de famosos filmes da Universal Studios, ao andarem nas atrações, ou assistindo os espetáculos que acontecem no parque. O parque está dividido em seis partes temáticas: Hollywood, Produção Central, New York, San Francisco/Amity, Feira Mundial e KidZone.

### Islands of Adventure

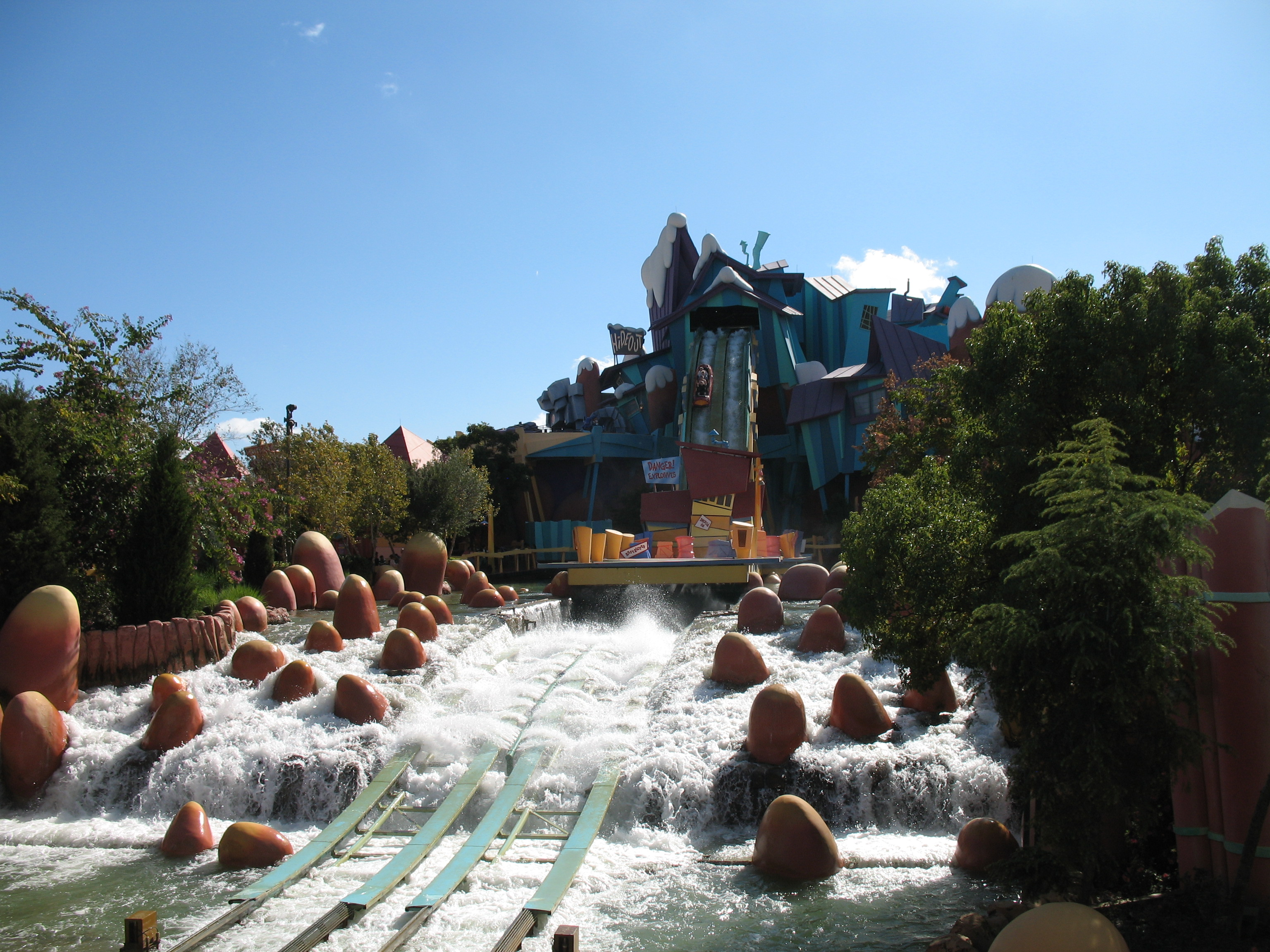
Atração no Island of Adventures

O Islands of Adventure abriu em maio de 1999. É composto por seis distritos "ilhas", cada um com o seu próprio tema. Os visitantes começam a sua viagem ao parque no Port of Entry, podendo depois escolher o seu caminho pelas ilhas-Marvel, Ilha dos Super-Heróis, Toon Lagoon, Parque Jurássico, Continente Perdido e Seuss Landing. Uma nova "ilha" temática foi anunciada em Maio de 2007, com o tema dos populares filmes e livros do Harry Potter. A sua abertura foi em 18 de junho de 2010.